# Peing
Peing -提问箱-（日语：／ Pinku Shitsumonbako）是日本的一个网上匿名问答平台，2017年11月22日上线。

## 简介
Peing采取提问者匿名、回答者公开ID的方式，允许用户以匿名方式向某位注册用户提问。被提问的用户可以选择性回答问题，并分享到Twitter，也可屏蔽掉令人反感的问题及其提问者。目前该网站提供日文、简体中文、繁体中文、英文、韩文等多语言界面。
Peing上线仅一个月，单页点阅率便突破了两亿，更曾一度蹿升至Twitter日本区趋势第一位。2017年12月21日，Peing被网络风投公司Jiraffe（株式会社ジラフ）收购。